# Fernando José Castro Aguayo
Fernando José Castro Aguayo (Caracas, Venezuela, 29 de julho de 1951) é um clérigo venezuelano e bispo católico romano de Margarita.

## Biografia
Fernando José Castro Aguayo formou-se em Engenharia Civil pela Universidade Católica Andrés Bello de Caracas. Concluiu os estudos eclesiásticos de filosofia e teologia no "Studium Generale" da Prelazia Pessoal do Opus Dei na Venezuela e no Colégio da Santa Cruz em Roma. Obteve o Doutorado em Teologia pela Universidade de Navarra.
Foi ordenado sacerdote por João Paulo II em 31 de maio de 1984, em Roma. Exerceu os seguintes cargos: Capelão do Centro Universitário "Monteavila", do Centro Cultural "Guayacán" e do Colégio "Los Arcos" de Caracas, Reitor da Igreja da Sagrada Família de Nazaré de Caracas, Professor de Teologia no "Studium Generale" do Opus Dei e no Seminário Maior de Caracas e Arcipreste de Baruta. Antes da nomeação, era Vigário Episcopal para a Pastoral e Chefe da Zona Leste da Arquidiocese de Caracas.
O Papa Bento XVI nomeou-o em 27 de junho de 2009 como bispo auxiliar em Caracas e bispo titular de Ampora. O Arcebispo de Caracas, Cardeal Jorge Liberato Urosa Savino, o consagrou em 26 de setembro do mesmo ano; os co-consagrantes foram Ubaldo Ramón Santana Sequera FMI, Arcebispo de Maracaibo, e Baltazar Enrique Porras Cardozo, Arcebispo de Mérida.

O Papa Francisco o nomeou Bispo de Margarita em 4 de agosto de 2015. Assumiu sua sé em 10 de outubro do mesmo ano.